# Wileńskie Towarzystwo Artystów Plastyków
Wileńskie Towarzystwo Artystów Plastyków (WTAP) – polskie regionalne stowarzyszenie artystyczno–dydaktyczne. Zostało powołane w Wilnie 28 maja 1920, działało do 1939.

## Historia i profil
Towarzystwo grupowało artystów malarzy, rzeźbiarzy i architektów reprezentujących różne kierunki artystyczne. Było jedynym tego rodzaju zrzeszeniem na Ziemię Wileńskiej. Jego założycielami byli: Ludomir Sleńdziński, Wacław Czechowicz, Piotr Hermanowicz, Bronisław Jamontt, Michał Rouba i Stanisław Woźnicki. Z czasem w łonie towarzystwa wytworzyła się grupa odrębna, która miała określony kierunek i cel artystyczny. Krytycy nadali jej miano „szkoły wileńskiej”. Dodatkowym polem zainteresowań WTAP była działalność wydawnicza i pedagogiczna. Realizując obrany cel dydaktyczny, Towarzystwo prowadziło od 1921 Szkołę Rysunkową, która w 1928 została przekształcona w Szkołę Rzemiosł Artystycznych.
W 1921 z inicjatywy WTAP powstała w Wilnie Międzyzwiązkowa Komisja Kulturalno-Artystyczna, której zadaniem było „szerzenie kultury artystycznej wśród jak najszerszych mas społeczeństwa”. Dzięki niej została także otwarta pierwsza w mieście szkoła dramatyczna. Ponadto w 1921 WTAP zaczęło wydawać najpierw miesięcznik, a później kwartalnik „Południe”. Czasopismo było poświęconego sztuce i krytyce artystycznej. Początkowo ukazywało się w Wilnie, a z czasem również w Warszawie.
W latach 1922–1934 WTAP zorganizowało dwadzieścia jeden wystaw, które miały charakter dorocznych pokazów osiągnięć jego członków. Ekspozycje były prezentowane także w Warszawie, Poznaniu, Lwowie i Krakowie. Ponadto w Wilnie odbywały się wystawy z udziałem artystów malarzy i rzeźbiarzy z innych polskich ośrodków artystycznych.
W 1931 doszło do rozłamu w Towarzystwie. Marian Kulesza razem z grupą artystów WTAP, którzy poparli jego idee dotyczące sztuki, założył ugrupowanie konkurencyjne – Wileńskie Towarzystwo Niezależnych Artystów Malarzy (późniejsze Towarzystwo Artystów Sztuk Pięknych).

## Wybrani członkowie
Kazimiera Adamska-Rouba, Teodor Bursze, Halina Dąbrowska, Stefan Dauksza, Wacław Dawidowski, Piotr Hermanowicz, Jerzy Hoppen, Rafał Jachimowicz, Bronisław Jamontt, Edward Karniej, Eugeniusz Kazimirowski, Czesław Kowalski-Wierusz, Marian Kulesza, Kazimierz Kwiatkowski, Adam Międzybłocki, Stefan Narębski, Tymon Niesiołowski, Gustaw Pilecki, Józef Rouba, Michał Rouba, Julian Skangiel, Ludomir Sleńdziński, Leona Szczepanowiczowa, Helena Teodorowicz-Karpowska i Maria Woźnicka.